# Роберто Бонано
Роберто Бонано (ісп. Roberto Bonano, нар. 24 січня 1970, Росаріо, Аргентина) — аргентинський футболіст, що грав на позиції флангового півзахисника, воротаря. Виступав за національну збірну Аргентини.
П'ятиразовий чемпіон Аргентини. Володар Кубка КОНМЕБОЛ. Володар Кубка Лібертадорес.

## Клубна кар'єра
Вихованець футбольної школи клубу «Росаріо Сентраль». Дорослу футбольну кар'єру розпочав 1991 року в основній команді того ж клубу, в якій провів п'ять сезонів, взявши участь у 110 матчах чемпіонату. За цей час виборов титул володаря Кубка КОНМЕБОЛ.
Своєю грою за цю команду привернув увагу представників тренерського штабу клубу «Рівер Плейт», до складу якого приєднався 1996 року. Відіграв за команду з Буенос-Айреса наступні п'ять сезонів своєї ігрової кар'єри. Більшість часу, проведеного у складі «Рівер Плейта», був основним гравцем команди. За цей час додав до переліку своїх трофеїв чотири титули чемпіона Аргентини.
Згодом з 2001 по 2004 рік грав у складі команд клубів «Барселона» та «Реал Мурсія».
Завершив професійну ігрову кар'єру у клубі «Алавес», за команду якого виступав протягом 2004—2007 років.

## Виступи за збірну
1996 року дебютував в офіційних матчах у складі національної збірної Аргентини. Протягом кар'єри у національній команді, яка тривала 7 років, провів у формі головної команди країни лише 13 матчів.
У складі збірної був учасником чемпіонату світу 2002 року в Японії та Південній Кореї.

## Досягнення
«Росаріо Сентраль»
- Володар Кубка КОНМЕБОЛ: 1995

«Рівер Плейт»
- Чемпіон Аргентини: А 1996, К 1997, А 1997, А 1999, К 2000
- Володар Кубка Лібертадорес: 1996
- Володар Суперкубка Лібертадорес: 1997